# Jean Costantino
Pour les articles homonymes, voir Costantino.
Pas d'image ? Cliquez ici

a Compétitions nationales et continentales officielles uniquement.

b Matchs officiels uniquement.
Jean Costantino, né le 28 septembre 1944 à Montauban (Tarn-et-Garonne), est un joueur international français de rugby à XV, qui a joué avec l'US Montauban et l'AS Montferrand, évoluant aux postes de talonneur et de pilier. 

## Carrière de joueur
Jean Costantino dispute son unique test match avec l'équipe de France le 11 novembre 1973 contre l'équipe de Roumanie.

## Palmarès

### En club
- Finaliste du Challenge Jules-Cadenat en 1973 avec l'AS Montferrand.
- Vainqueur du Challenge Yves du Manoir en 1976 avec l'AS Montferrand.

### En équipe nationale
- Sélection en équipe de France : 1 en 1973. Il fait également partie de la dernière tournée du XV de France en Afrique du Sud en 1975 durant l'apartheid.